# 約塔蘭

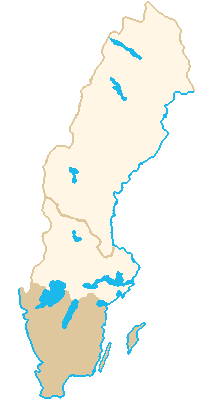
約塔蘭位置圖

約塔蘭是瑞典三個地區之中，位處最南的一個，由10個舊省組成。
约塔兰曾经由小王国组成，他们的居民在古挪威语中被称为高塔尔（Gautar）。然而，这个词主要指现代西约特兰的族群。人们一致认为，这些人与英国民族史诗《贝奥武夫》中英雄贝奥武夫所属的耶阿特人（Geats）相同。
当约塔兰的一些省份逐渐与斯韦阿兰的省份在政治上交织在一起时，瑞典的现代国家开始形成。这一过程至少可以追溯到11世纪，并将持续数百年。现代约特兰的其他地区在当时要么是丹麦人，要么是挪威人。斯莫兰海岸上有历史上重要的城市卡尔马，人口稀少，波罗的海岛屿哥得兰岛的地位在中世纪各不相同。布胡斯在17世纪从挪威人消失后瑞典化，大约与丹麦将斯科讷、哈兰和布莱金厄割让给瑞典的时间相同。

## 名称

约塔兰的历史纹章

最早可能提到高塔尔（götar）的是2世纪的地理学家托勒密，他提到了Goutai（希腊语为Γούται）。后来，盎格鲁-撒克逊史诗《贝奥武夫》（8–11世纪）的部分背景设定在Gēatas。挪威和冰岛的资料来源有时只将Gautar用于西约特兰，但有时将其作为西约特兰和东约特兰的共同种族术语。西约特兰在中世纪的冰岛语和挪威语中以Gautland（Götlan）的形式出现，这种形式在词源上与约塔兰（Götaland）并不相同。
Götaland（约塔兰）这个名字在15世纪取代了旧的Götland（约特兰），这可能是为了将其所代表的更广阔的地区与西约特兰的传统心脏地带区分开来。Götaland这个名字最初可能只指西约特兰和东约特兰，但后来扩展到了邻近的地区。Götaland这个名字可能是复数结构，意思是“Geat人（耶阿特人）的土地”，其中Göta-是民族名称Göt（Geat）的属格复数。博·庸森·格里普（Bo Jonsson Grip）在1384年的遗嘱中指出了中性名词-land是复数而不是单数名词的解释，他在遗嘱中表示，他将Swerige（即瑞典斯韦阿兰）、Österlandom（芬兰）和Göthalandom的财产捐赠给修道院。这里Götaland出现在复数形式的与格中。

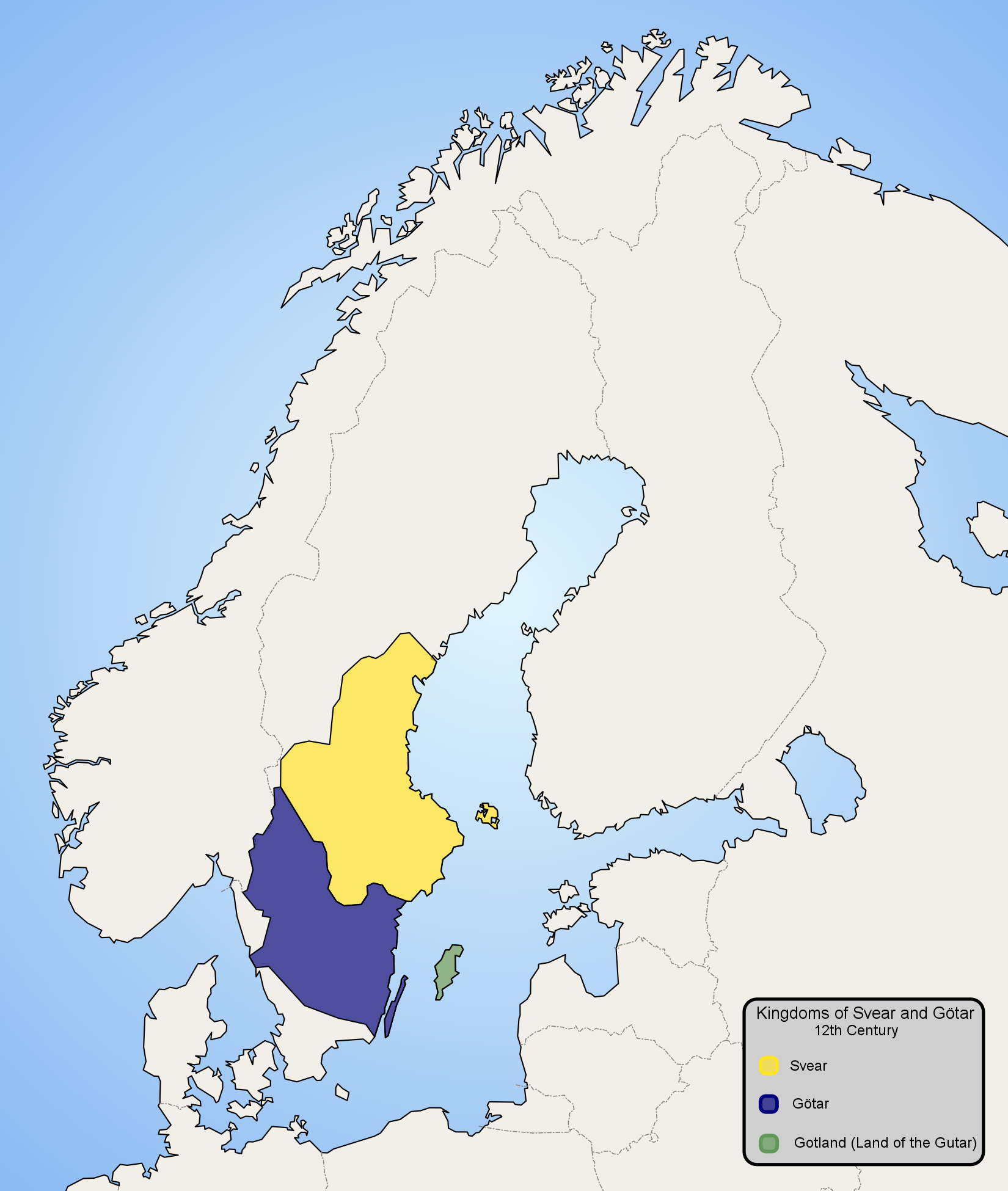
十二世纪的斯堪的纳维亚，蓝色地区代表约塔兰，当时还包括了韦姆兰

## 历史
西约特兰和东约特兰曾经是敌对的王国，它们构成了约塔兰的本体。然而，耶阿特国王属于北欧神话的范畴。西约特兰和东约特兰都有大片农业区。随着人们的定居，村庄和城镇的发展，人口增长最快。约塔河是欧洲第三大湖维纳恩湖的排水口。在河口（17世纪早期哥德堡出现的地方），西约特兰的人口有权到达卡特加特海峡。除此之外，约塔河的河口是挪威和丹麦王国的边界。
耶阿特兰是中世纪诗歌《贝奥武夫》中的英雄所居住的地方。
直到中世纪晚期，约塔兰才开始被视为瑞典的一部分。在古挪威语和古英语中，高特兰/耶阿特兰仍然被视为一个独立于瑞典的国家。例如，在Sögubrot af Nokkrum一书中，斯韦阿兰和东约特兰之间的科尔莫尔登（Kolmården）被描述为瑞典和东约特兰之间的边界（…Kolmerkr，er skilr Svíþjóabl ok Eystra Gautland…），而在赫瓦拉尔萨迦中，老英格国王通过东约特兰（Ingi konungr fór meğhir Sína ok sveit nokkura ok hafğI lítinn her. Hann reiğaustr um Smáland okíeystra Gautland ok sváísvíþjóğ.）1384年，博·庸森在遗嘱中表示，他的王国由瑞典（Swerige，即斯韦阿兰）、奥斯特兰（Österland，即芬兰）和约塔兰（Götaland，截至1384年边界）组成。
南部的小国——芬维登、金德、莫雷、纽顿、休斯特、特维塔、维伦德和于德勒——被合并为斯莫兰（字面意思是：“小领土”）。斯莫兰海岸外是厄兰岛，厄兰岛成为一个独立的省。西北的达尔成为达尔斯兰。
在中世纪斯堪的纳维亚（12-15世纪），斯莫兰、厄兰和达尔斯兰已经被视为属于约塔兰的土地。
斯莫兰充满了深厚的针叶林，尤其是在南部，与西约特兰和东约特兰的农业区相比，对约塔兰的重要性较小。但在波罗的海沿岸，坐落着重要的城镇卡尔马。1397年，卡尔马联盟在卡尔马城堡宣布成立，这是瑞典、丹麦和挪威三国在一位国王（或最初的一位女王）的领导下的个人联盟，因为女王玛格丽特一世成为了这个斯堪的纳维亚国家中有史以来最大的国家的第一位君主。

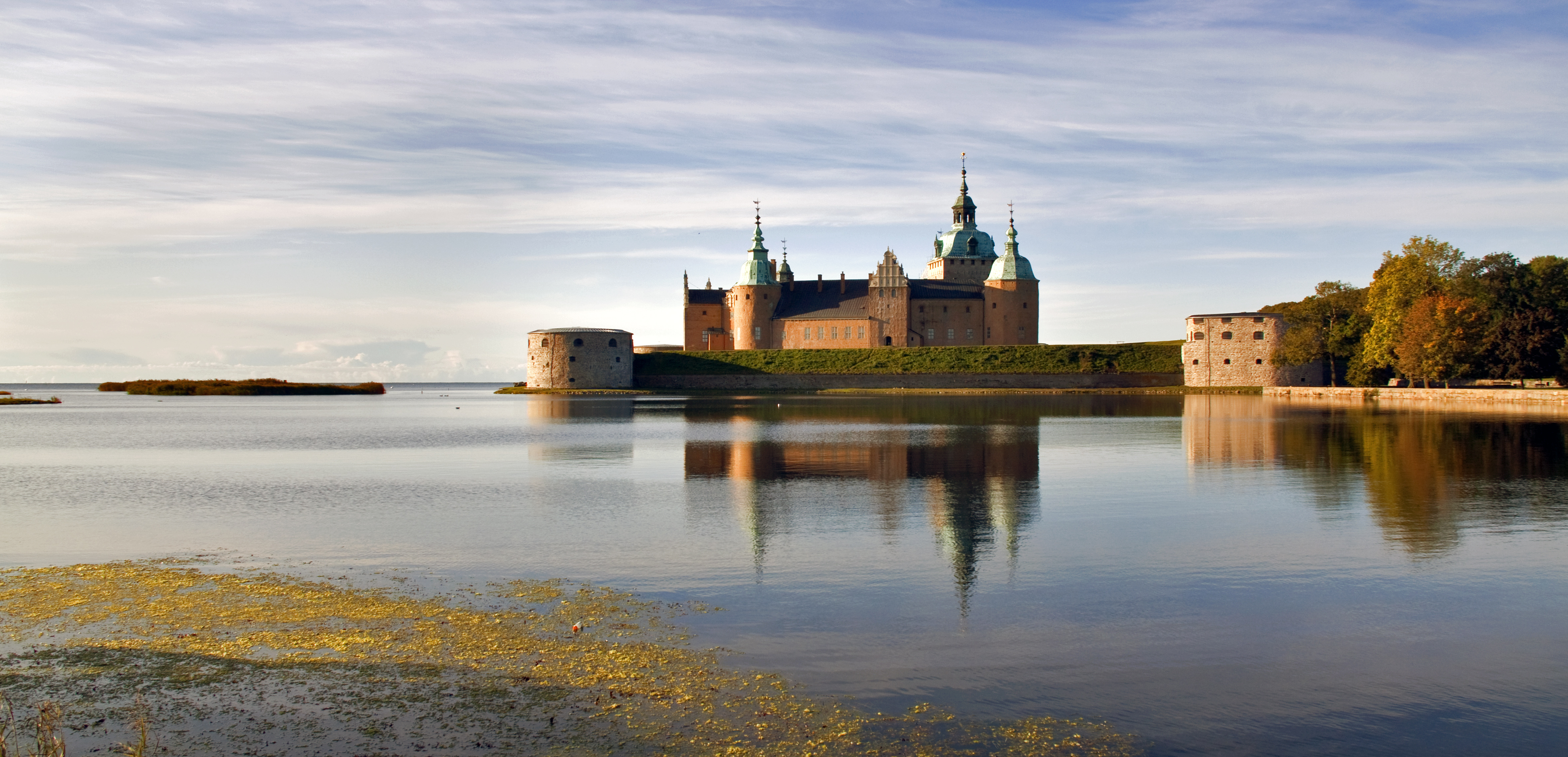
卡尔马联盟的诞生地——卡尔马城堡

在《罗斯基勒条约》（1658年）中，丹麦-挪威王国将丹麦的布莱金厄、哈兰、斯科讷和挪威的布胡斯割让给瑞典。从那时起，这些省份被视为戈塔兰的一部分。
哥得兰岛多次改变了瑞典和丹麦之间的效忠关系。尽管该岛可能被认为与斯韦阿兰有着更紧密的联系，但它被视为约塔兰的一部分。
韦姆兰最初属于约塔上诉法院，但在19世纪初的一段时间内，该省变为斯韦阿兰上诉法院的一部分。

## 分省
如今，戈塔兰本身没有行政职能，因此是一个非官方实体，但它通常被认为是瑞典三块土地或部分土地之一。它由十个省组成，大致以最初由约塔上诉法院（成立于1634年）管辖的地区为基础，1658-79年增加了斯科讷、哥得兰和布胡斯：
- 1.  布莱金厄
- 2.  布胡斯
- 3.  达尔斯兰
- 4.  哥得兰
- 5.  哈兰
- 6.  斯科讷
- 7.  斯莫兰
- 8.  西约特兰
- 9.  奥兰
- 10.  东约特兰

在行政上，瑞典不分省（landskap/province），而是分省（Län/County）。虽然约特兰是根据历史省份而非现代省份来定义的，但它大致包括现代的布莱金厄省、哥得兰省、哈兰省、延雪平省、卡尔马省、克鲁努贝里省、东约特兰省、斯科讷省和西约特兰省。

## 地理
斯莫兰有茂密的森林，斯科讷有大量农田，西约特兰和东约特兰都有少量农田。海岸通常相对平坦，由群岛和沙滩组成。瑞典最大的两个岛屿都位于约塔兰。瑞典最大的两个湖泊（维纳恩湖和韦特恩湖）也主要位于戈塔兰。总面积87712平方公里，约440万居民，包括瑞典第二和第三大城市群。